# Sarenza
Sarenza est une marque française de commerce en ligne spécialisée dans la vente en ligne de prêt-à-porter, chaussures et accessoires, basée à Paris et propriété du Groupe Beaumanoir depuis fin 2022.
Créée en 2005 par Francis Lelong, Yoann Le Berrigaud, Frank Zayan, dirigée ensuite par ses deux actionnaires majoritaires Stéphane Treppoz et Hélène Boulet-Supau puis intégrée dans le Groupe Casino en 2018. Sarenza est depuis novembre 2022 la propriété du Groupe Beaumanoir.

## Histoire
En septembre 2005, lancement de sarenza. La société se développe grâce à deux levées de fonds successives d’un total de 6 millions d’euros, et se fixe de se lancer à court terme à l’étranger.
La société est restructurée en mars 2007, les trois cofondateurs quittent la société. Stéphane Treppoz prend la présidence de Sarenza et Hélène Boulet-Supau devient directrice générale. Ils lèvent trois millions d’euros,. Un an et demi après le changement de direction, la société est désormais rentable.
La société s’est développée en France avant de se déployer en Europe à partir de 2009. Une nouvelle levée de fonds de trois millions d’euros a lieu en avril 2009 pour financer ce développement de la société. Les deux tiers de la somme sont apportés en fonds propres par Stéphane Treppoz et Hélène Boulet-Supau. Sarenza entame son développement international : première ouverture, en octobre 2009, du site anglais pour les clients résidant au Royaume-Uni.
En décembre 2011, Stéphane Treppoz, PDG de Sarenza et Hélène Boulet-Supau, directrice générale, acquièrent le contrôle de Sarenza. À l’issue de l’opération, l’équipe de direction de Sarenza contrôle plus de 80 % du capital de l’entreprise.
En juillet 2014, Sarenza finalise une levée de fonds de 74 millions d'euros auprès de quatre investisseurs (HLD, la Banque Publique d'Investissement - BPI - auxquels s'ajoutent 2 investisseurs privés dont la famille Philippe Foriel-Destezet).
En septembre 2014, Sarenza lance sa marque propre avec 80 modèles.
En février 2018, Monoprix est entré en négociations exclusives en vue d’acquérir Sarenza pour se renforcer face à la concurrence des GAFAM,[réf. incomplète].
En avril 2018, l'Autorité de la Concurrence donne son accord. Le site MoonShowRoom (géré par la société MSR) est basculé sur Sarenza. La société est recapitalisée pour reconstituer les fonds propres et prend le nom de Monoprix Online.
En novembre 2022, Sarenza est revendu par Monoprix au groupe textile français Beaumanoir.

## Modèle d'entreprise
Sarenza est un des premiers marchands français « tout en ligne » de chaussures. Il a été lancé sur le modèle de Zappos.com, le plus grand site de vente de chaussures au monde. Ses concurrents directs sont Spartoo et l'allemand Zalando qui ont choisi de se diversifier également vers la vente de vêtements.
Le concept reste inchangé depuis sa création : il est basé sur le choix – 750 marques, 55 000 modèles de chaussures, plus la livraison et retour gratuits,. 